# Armoricaner

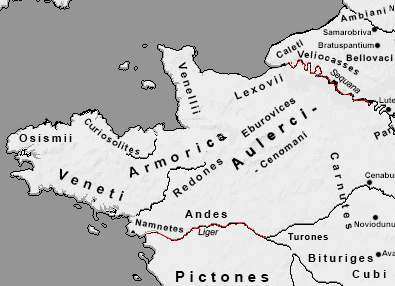
Aremorica. Die Flüsse Loire (im Süden) und Seine (im Norden) sind rot markiert.

Die Armoricaner (lat. Ar(e)morici) waren ein Volk in Aremorica, einem Gebiet, das in etwa die heutige Bretagne und die Küste der Normandie bis nach Dieppe umfasst. Das Volk bewohnte dieses Gebiet in der Eisenzeit, es gibt allerdings genügend Beweise von früherer Besiedlung in diesem Teil Galliens. Strabon und Poseidonius beschrieben die Armoricaner als Angehöriger des Volkes der Belger.

## Etymologie
Der Name bedeutet „Ort an (oder gegenüber) der See“ (keltisch: are = „bei“, „vor“; mori = „See“, ico, pl. ici =  „die, welche“, ein Suffix zur Orts- oder Herkunftsbezeichnung).